# Iacob Zadik
Iacob Zadik (Bratulesti, 8. prosinca 1867. – Bukurešt, 8. travnja 1970.) je bio rumunjski general i vojni zapovjednik. Tijekom Prvog svjetskog rata bio je načelnikom stožera 4. i 1. armije, dok je nakon rata zapovijedao 8. pješačkom divizijom i IV. korpusom.

## Vojna karijera
Iacob Zadik rođen je 27. siječnja 1861. u Bratulestiju u okrugu Botosani. Od 1878. pohađa Vojnu školu za mlade u Iasiju koju završava 1886. godine. Školovanje nastavlja u Časničkoj školi za topništvo i inženjeriju u kojoj se školuje u razdoblju od 1886. do 1888. godine. Godine 1888. raspoređen je na službu u 4. topničku pukovniju, a od te godine pohađa Specijalnu školu za topništvo i inženjeriju koju završava 1891. godine. Te iste godine promaknut je u čin poručnika, te raspoređen u 3. topničku pukovniju. Godine 1896. promaknut je u čin satnika, te raspoređen u 12. topničku pukovniju. Započinje pohađati Ratnu školu u Bukureštu koju završava dvije godine kasnije. Godine 1898. imenovan je šefom ureda za obuku 8. topničke pukovnije, nakon čega od 1901. služi u stožeru 7. pješačke divizije gdje se nalazi na službi do 1906. godine. Te godine je promaknut u čin bojnika, te imenovan načelnikom stožera 2. divizije. Navedenu dužnost obnaša do 1909. kada postaje zapovjednikom 8. topničke pukovnije. Nakon toga od 1910. godine obnaša dužnost načelnika stožera 7. pješačke divizije na kojoj dužnosti se nalazi godinu dana nakon čega se ponovno vraća na mjesto zapovjednika 8. topničke pukovnije. Godine 1914. unaprijeđen je u čin pukovnika, te imenovan načelnikom stožera III. korpusa, te potom, IV. korpusa.

## Prvi svjetski rat
Nakon ulaske Rumunjske u rat Zadik je imenovan načelnikom stožera 4. armije kojom je zapovijedao Constantin Prezan. Kao načelnik stožera 4. armije sudjeluje u Bitci za Transilvaniju. Zadik ostaje načelnikom stožera 4. armije i nakon što je u studenom 1916. Constantina Prezana na mjestu zapovjednika zamijenio Constantin Cristescu. U lipnju 1917. postaje načelnikom stožera 1. armije s kojom sudjeluje u Bitci kod Marastija i Bitci kod Marasestija. Nakon toga obnaša dužnost načelnika u ministarstvu za ratni materijal.

## Poslije rata
Godine 1918. Zadik je promaknut u čin brigadnog generala, te je imenovan zapovjednikom 8. pješačke divizije. Zapovijedajući navedenom divizijom na poziv rumunjskog stanovništva ulazi u Bukovinu, te sudjeluje u njezinom sjedinjenju s Rumunjskom. Za navedeno je 1919. promaknut u čin divizijskog generala, te je imenovan zapovjednikom IV. korpusa kojim zapovijeda do 1922. godine. Godine 1926. odlazi u mirovinu.
Iacob Zadik preminuo je 8. travnja 1970. u 103. godini života u Bukureštu. Bio je oženjen s Rosom Zadik s kojom je imao sinove Grigorea i Ioana-Cristea, te kćer Margaretu.

## Vanjske poveznice
(rum.) Iacob Zadik na stranici Enciclopediaromaniei.ro

(rum.) Iacob Zadik na stranici Crainou.ro